# Contentus
Contentus AB är familjeföretag grundat av Harald Ohlsson, med säte i Ystad och med verksamhet i Malmö och Ystad. Fastighetsinnehavet är koncentrerat till bostads- och butiksfastigheter. Verksamheten omfattar egen förvaltning, men en stor del är även hänförlig till förädling. Företagets nuvarande VD är Rickard Ohlsson.